# Edvin Engström
Per Edvin Engström, född 18 oktober 1890 i Stockholm, död 27 april 1971 i Stockholm, var en svensk arkitekt. Han var verksam vid Stockholms stads fastighetskontor från 1925 och som privatpraktiserande arkitekt.

## Uppväxt och utbildning

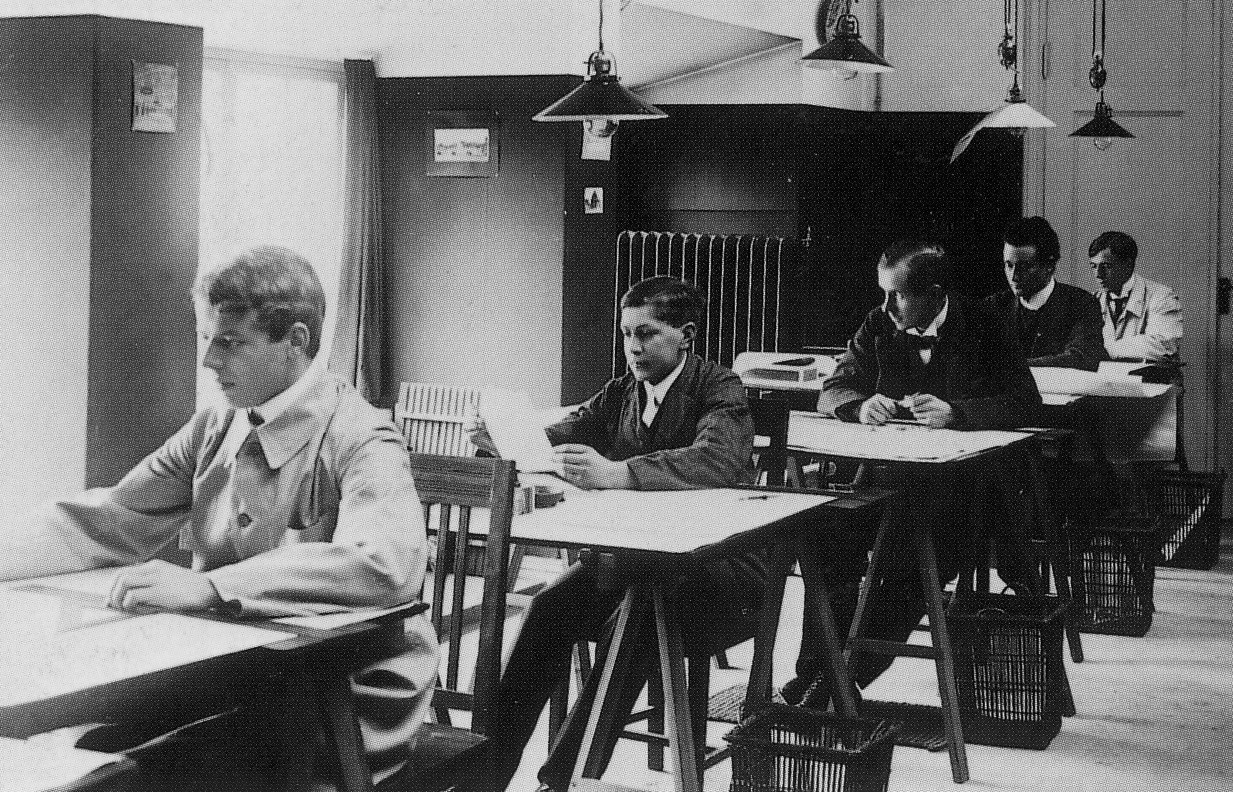
Edvin Engström längst bak på Kellgren och Hammarlings kontor 1913.

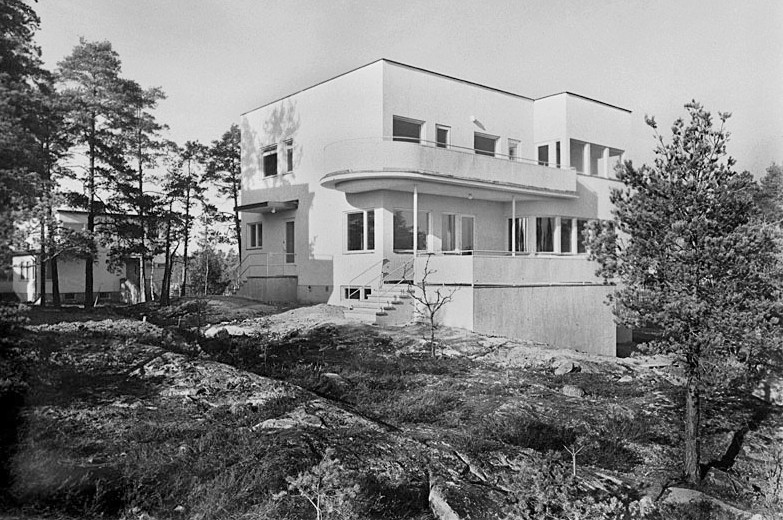
Villa på Börjessonsvägen i Södra Ängby, 1938.

Edvin Engströms far var byggmästare och bland annat engagerad i uppförandet av Cirkus på Djurgården i Stockholm. Edvin Engström ville egentligen bli sjökapten, men utbildade sig till byggnadsingenjör vid Kungliga Tekniska högskolan i Stockholm, där han tog examen som arkitekt 1920.  Hos Kellgren & Hammarlings ritkontor vid Stureplan hade han sin första arbetsplats och redan 1913 var han anställd av Stockholm stads fastighetskontor som extra ingenjör. År 1925 blev han föreståndare för egnahemsbyrån vid fastighetskontorets husbyggnadsavdelning.

## Liv och verk
Engström, som arbetade i mer än 45 år med Stockholms utbyggnad, är upphovsman till tusentals byggnader, framförallt i Stockholms förortsmiljöer där han ritade småhus,  villor, en mängd olika typhus för självbyggeri (se till exempel Norra Ängby och Tallkrogen) samt hyreshus. Över 5 000 småhus är han upphovsman till, flerfamiljshusen är flera hundra. Att han kunde hålla ett så högt arbetstempo berodde i hög grad på duktiga medarbetare, som fullföljde och renritade projekten från hans skisser. Trots den höga produktionstakten präglas dock alla hans arbeten av goda tekniska, funktionella och estetiska kvaliteter.
- I Bromma har han ritat villor i Södra Ängby (cirka 95% av villorna), Stora Mossen (cirka 67 % av villorna), Äppelviken, Smedslätten, Ålsten, Höglandet och Nockeby samt hyreshus till exempel i Abrahamsberg. Det var arkitekterna vid Egnahemsbyrån (Stockholms stad lantegendomsnämnd), Edvin Engström och Gustaf Pettersson, som ritade flertalet av husen som uppfördes i Smedslätten. Gustaf Pettersson var anställd vid Egnahemsbyrån redan 1910 och Edvin Engström från och med 1913. Edvin Engström och Gustaf Pettersson var stadens egna arkitekter vid Stockholms stads lantegendomsnämnd. Edvin Engström var föreståndare för Egnahemsbyråns husbyggnadsavdelning och han hade tidigare ritat ett flertal hus i Gamla Enskede samt senare ritade han även funkishusen i Södra Ängby. I Äppelviken ritade Gustaf Pettersson och Edvin Engström flertalet villor, de ritade nästan 100 villor vardera. I Smedslätten ritade Gustaf Pettersson villor bland annat vid Linneaparken. Många av villorna är formgivna av byggmästaren men även dessa hus följer tidens stil. Andra arkitekter var Gustaf Larson (1884-1962), Ragnar Larsson (1883-1956) och Folke Hedman (1884-1975). Folke Hedman var både arkitekt och byggmästare och i Äppelviken ritade han 1917 bland annat villan på Majvägen 20 i nationalromantisk stil. Flertalet av husen i Ålsten ritades av Edvin Engström eller Gustaf Pettersson från fastighetskontorets egnahemsbyrå, men även Björn Hedvall, Natanael Karlsson och Ernst Spolén ritade villor. Edvin Engström ritade sin egen villa på Igelkottsvägen 65 i Stora Mossen och lät år 1937 bygga villan åt sig själv.

- Söder om staden har han ritat hus bland annat i Enskede-Årsta församling (Gamla Enskede), Hammarbyhöjden, Björkhagen, Årsta och Hägerstensåsen.  I innerstaden har han ritat 26 byggnader, till exempel i kvarteren Motorn, Ässjan, Glöden och Sländan i norra Vasastaden. För Stockholms Kooperativa Bostadsförening (SKB) ritade han tillsammans med Sven Erik Lundqvist bland annat bostadshus i kvarteret Ryssjan och kvarteret Draget i Blecktornsområdet på Södermalm.[3]

På Fastighetskontorets husbyggnadsavdelning stannade han i drygt 45 år, fram till 1959 då han pensionerades.

## Bilder

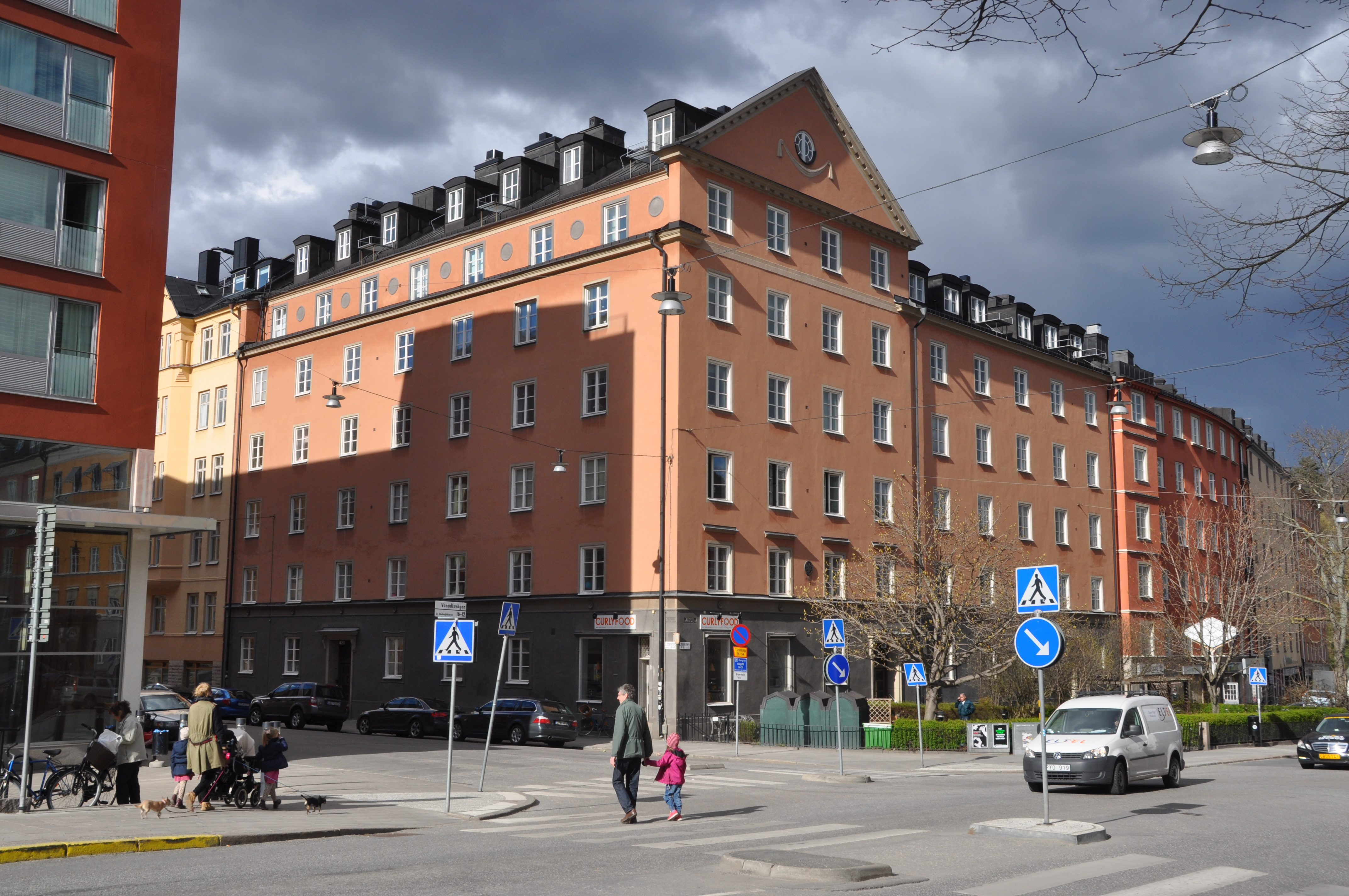
Munin 19, Stockholm
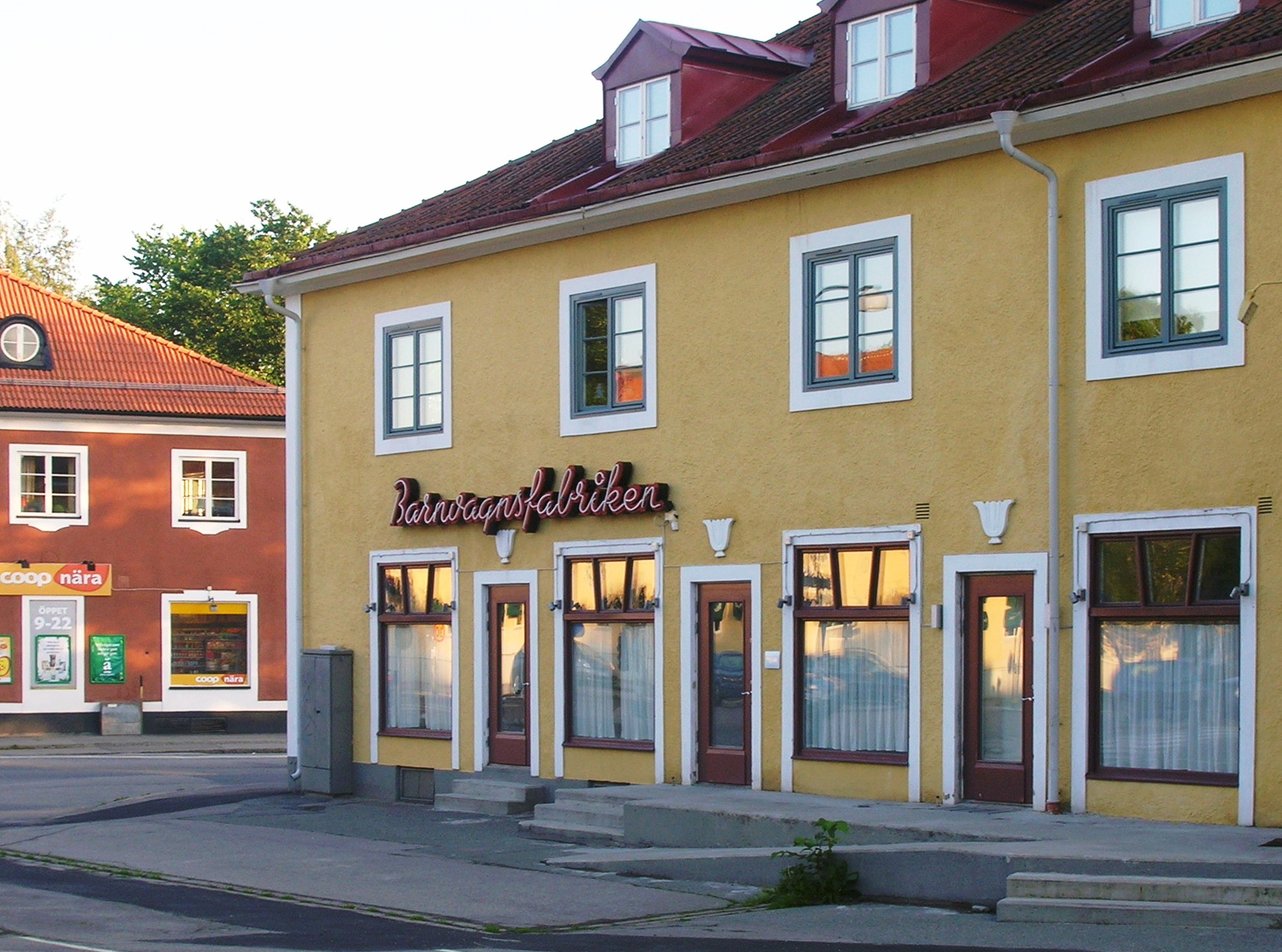
Byggnad i kvarteret Sotaren, Enskede
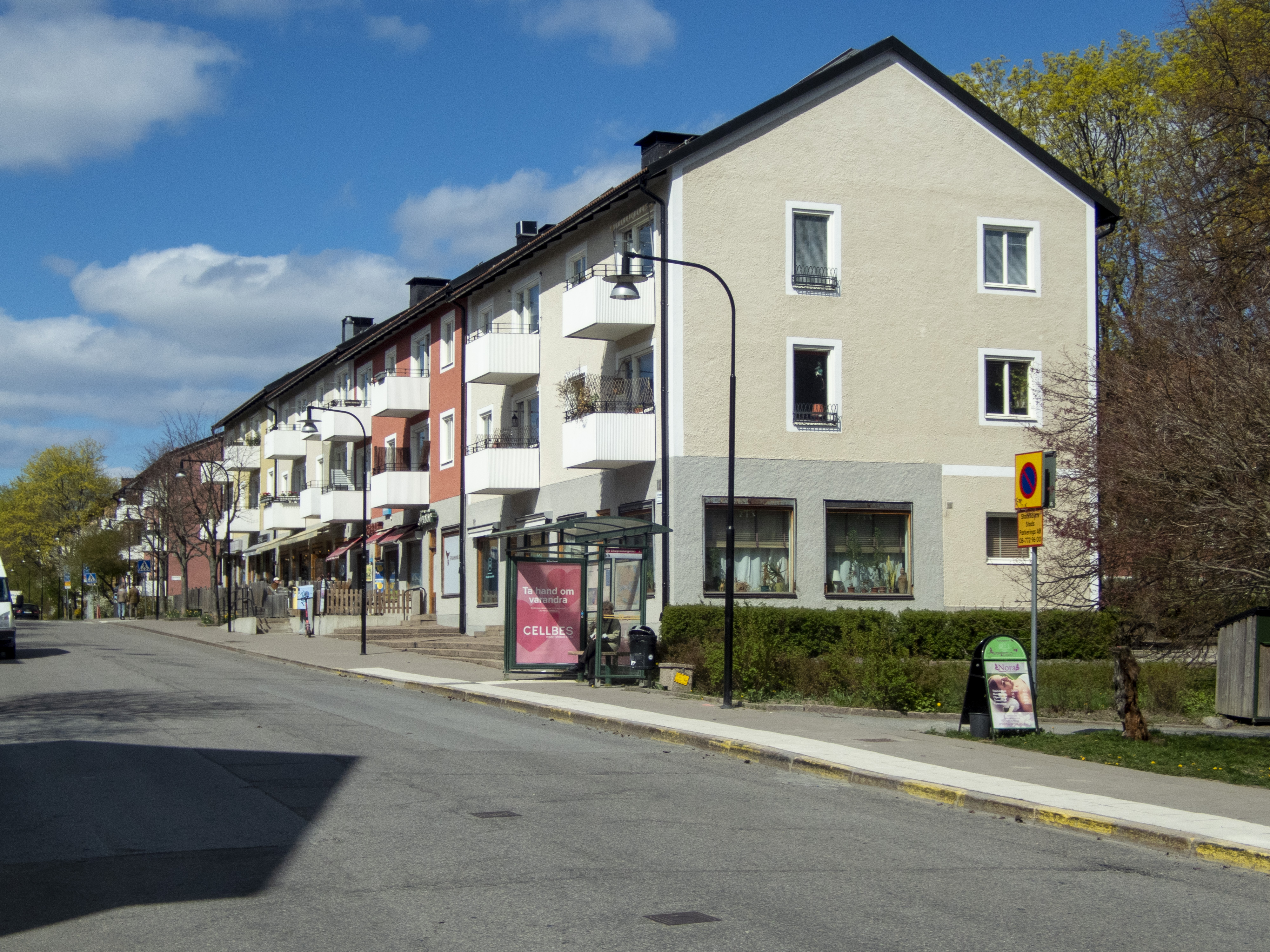
Studsaren 12, Hjorthagen
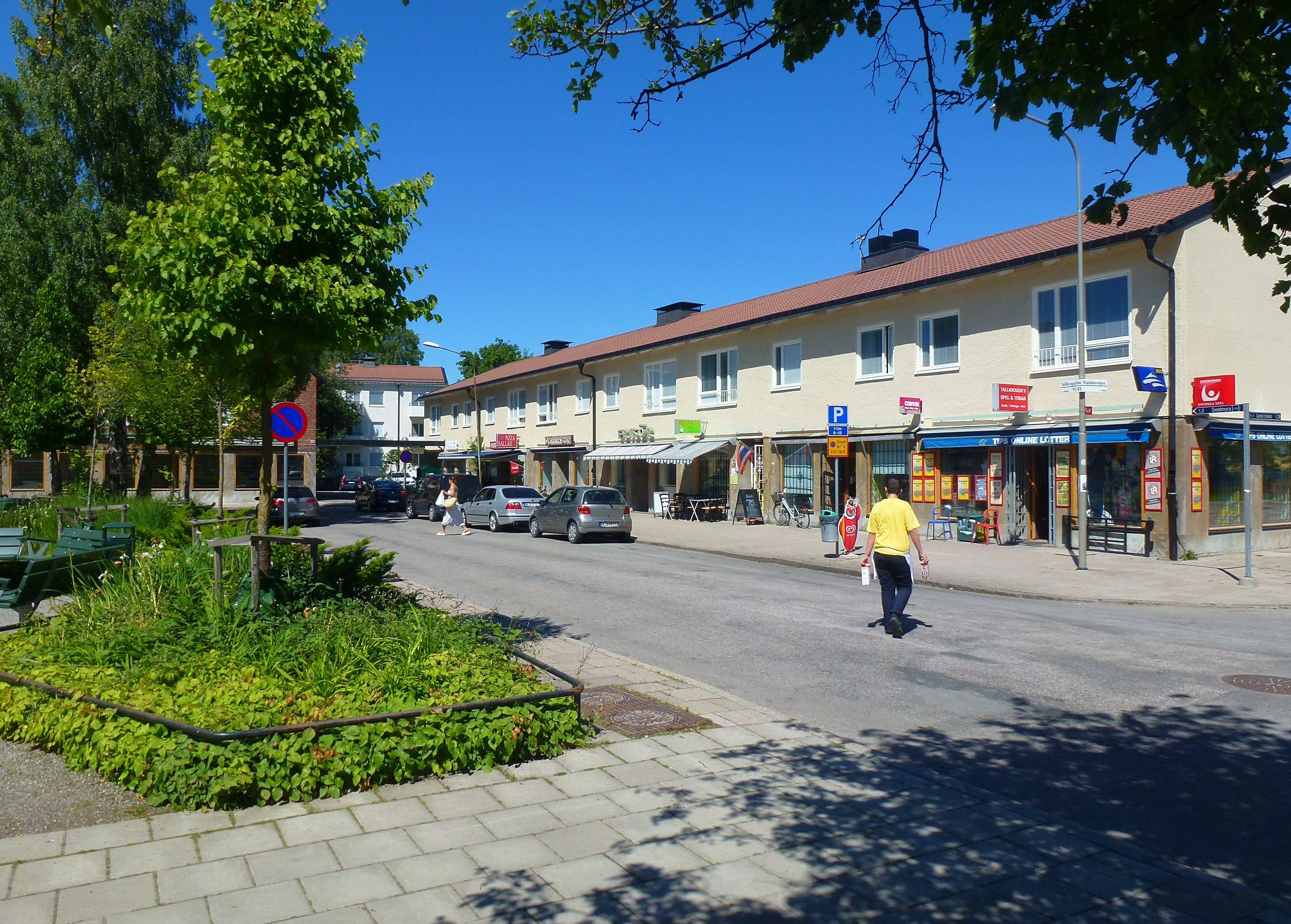
Byggnader vid Tallkrogsplan